# چو ایشیکاوا
چو ایشیکاوا (انگلیسی: Chu Ishikawa؛ ۶ فوریه ۱۹۶۶ – ۲۱ دسامبر ۲۰۱۷ (۵۱ سال)) موسیقی‌دان اهل ژاپن بود.